# Danh sách đĩa đơn quán quân Hot 100 năm 2006 (Mỹ)

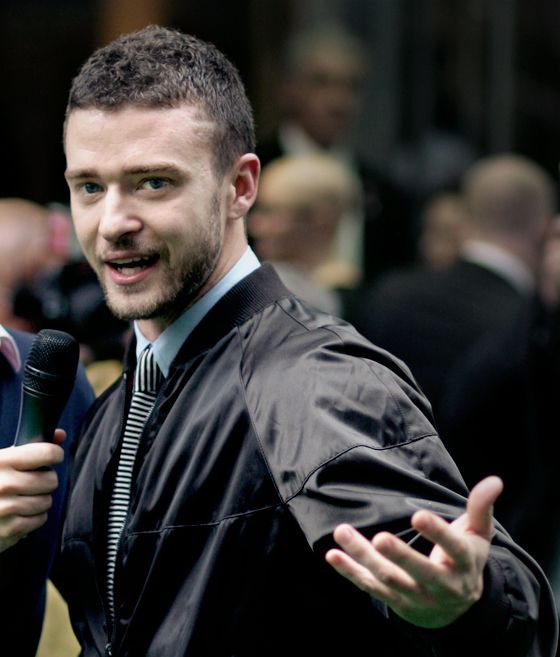
Justin Timberlake có đĩa đơn quán quân đầu tiên trên bảng xếp hạng này, "SexyBack", đứng quán quân trong bảy tuần liên tiếp.

Bảng xếp hạng Billboard Hot 100 là bảng xếp hạng các đĩa đơn thành công nhất trên thị trường âm nhạc Mỹ. Bảng xếp hạng được ấn hành bởi tạp chí Billboard và các số liệu xếp hạng được tổng hợp bởi Nielsen SoundScan dựa trên doanh số đĩa thường, nhạc số và tần suất phát thanh. Vào năm 2006, tổng cộng 18 đĩa đơn đứng vị trí quán quân trên bảng xếp hạng này, và là số lượng đĩa quán quân nhiều nhất trong năm kể từ năm 1991. Mặc dù có 19 đĩa quán quân trong 52 ngày ấn hành của Billboard nhưng đĩa đơn "Don't Forget About Us" của Mariah Carey không được tính do đã quán quân từ 2005.
Năm 2006, có 18 nghệ sĩ lần đầu tiên đạt vị trí quán quân trên bảng xếp hạng này, kể cả là nghệ sĩ chính hay nghệ sĩ hợp tác, gồm Akon, James Blunt, Ne-Yo, Daniel Powter, Rihanna, Shakira, Taylor Hicks, Nelly Furtado, Timbaland, Fergie, Justin Timberlake và T.I.. Ca sĩ dòng nhạc R&B Beyoncé Knowles và Justin Timberlake có hai đĩa đơn quán quân trong năm. Trong suốt năm, tám đĩa đơn hợp tác đứng vị trí quán quân, phá vỡ kỷ lục 7 đĩa hợp tác của năm 2003 và 2004.
Đĩa đơn "Irreplaceable" của nữ ca sĩ dòng nhạc R&B Beyoncé Knowles là đĩa đơn đứng vị trí quán quân lâu nhất năm, đứng vị trí quán quân trong 10 tuần liên tiếp từ cuối tháng 12 năm 2006 cho tới cuối tháng 2 năm sau. "Irreplaceable" trở thành đĩa đơn thứ 20 đạt vị trí quán quân ít nhất 10 tuần, kể từ thời kì năm 1992 mà các đĩa đơn thường đứng vị trí quán quân khá dài, gọi là "đĩa đơn dài ngày".[a] Đĩa đơn "SexyBack" của Justin Timberlake cũng giành vị trí quán quân khá dài, 7 tuần liên tiếp. Ngoài ra, đĩa đơn "Promiscuous" của Nelly Furtado đứng quán quân 6 tuần, còn "Check on It" của Beyoncé và "Bad Day", mỗi đĩa đứng quán quân 5 tuần.
"Bad Day" của Powter là đĩa đơn thành công nhất năm, trở thành đĩa đơn đứng đầu Bảng xếp hạng Billboard Hot 100 cuối năm. Ca khúc "Hips Don't Lie" đã giúp ca sĩ người Colombia Shakira có được đĩa đơn đầu tiên đứng quán quân tại bảng xếp hạng này, từ khi sự nghiệp cô khởi đầu năm 1996. Trong suốt năm 2006, Powter và Furtado là hai nghệ sĩ người Canada duy nhất giành vị trí quán quân trên bảng xếp hạng này.

## Lịch sử xếp hạng

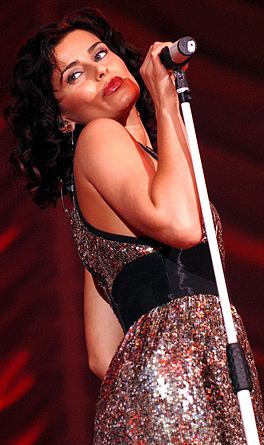
Nelly Furtado có đĩa đơn đầu tiên đứng quán quân Hot 100, "Promiscuous", và là đĩa đơn đứng quán quân trong 6 tuần liên tiếp

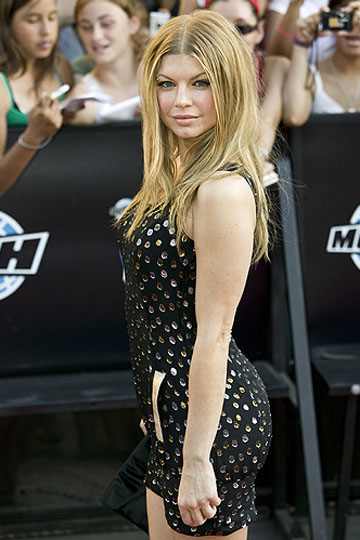
Ca sĩ Fergie có đĩa đơn quán quân Hot 100 đầu tiên, "London Bridge" tại Mỹ

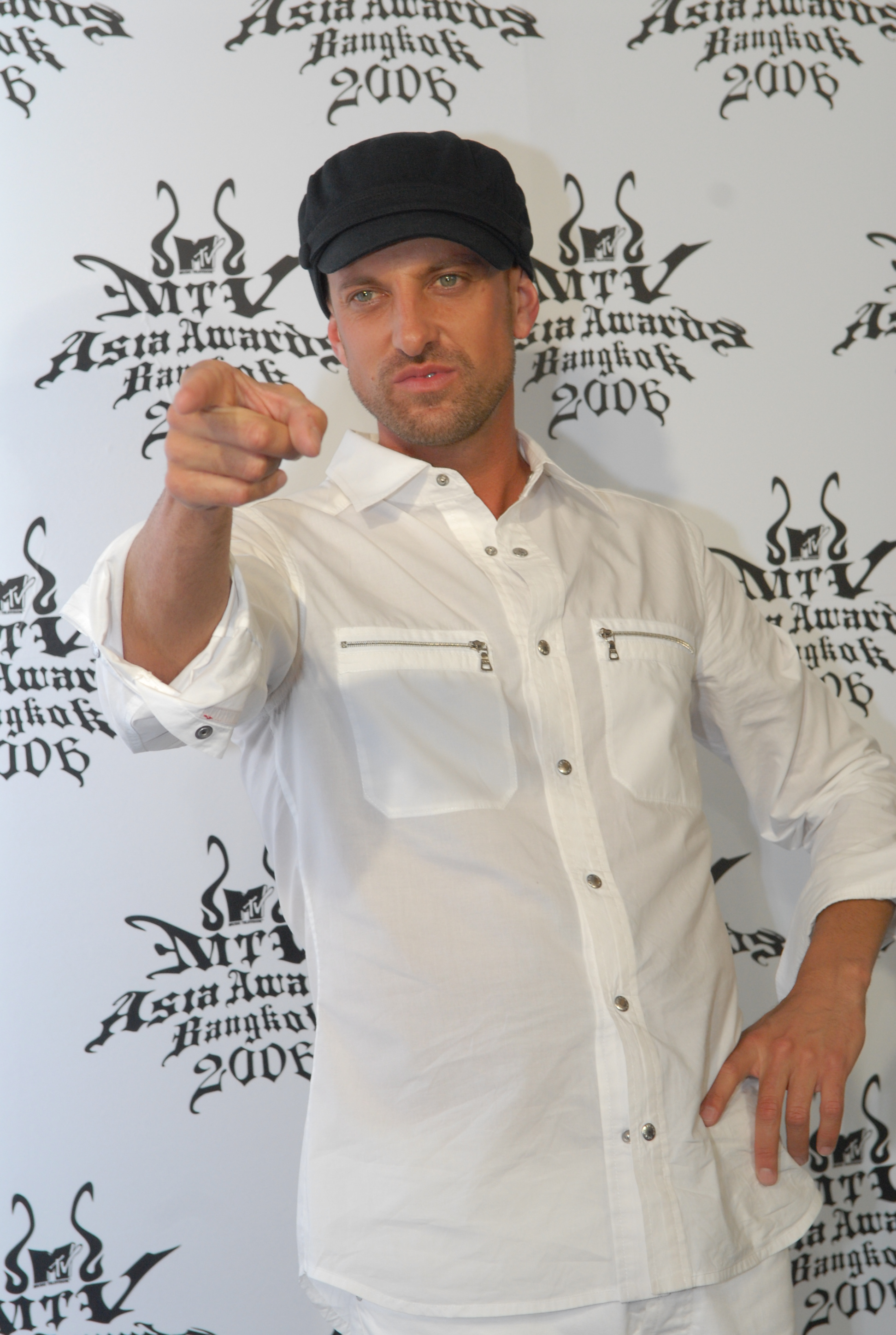
Ca sĩ nhạc pop Canada Daniel Powter có đĩa đơn đầu tiên đứng quán quân tại Mỹ, "Bad Day" đứng quán quân năm tuần liên tiếp

| Ngày ấn hành | Đĩa đơn                 | Nghệ sĩ                                  | Chú thích     |
| ------------ | ----------------------- | ---------------------------------------- | ------------- |
| 7 tháng 1    | "Don't Forget About Us" | Mariah Carey                             | [ 10 ]        |
| 14 tháng 1   | "Laffy Taffy"           | D4L                                      | [ 11 ]        |
| 21 tháng 1   | "Grillz"                | Nelly hợp tác với Paul Wall, Ali và Gipp | [ 12 ]        |
| 28 tháng 1   | "Grillz"                | Nelly hợp tác với Paul Wall, Ali và Gipp | [ 13 ]        |
| 4 tháng 2    | "Check on It"           | Beyoncé hợp tác với Slim Thug            | [ 14 ]        |
| 11 tháng 2   | "Check on It"           | Beyoncé hợp tác với Slim Thug            | [ 15 ]        |
| 18 tháng 2   | "Check on It"           | Beyoncé hợp tác với Slim Thug            | [ 16 ]        |
| 25 tháng 2   | "Check on It"           | Beyoncé hợp tác với Slim Thug            | [ 17 ]        |
| 4 tháng 3    | "Check on It"           | Beyoncé hợp tác với Slim Thug            | [ 18 ]        |
| 11 tháng 3   | "You're Beautiful"      | James Blunt                              | [ 19 ] [ 20 ] |
| 18 tháng 3   | "So Sick"               | Ne-Yo                                    | [ 21 ]        |
| 25 tháng 3   | "So Sick"               | Ne-Yo                                    | [ 22 ]        |
| 1 tháng 4    | "Temperature"           | Sean Paul                                | [ 23 ]        |
| 8 tháng 4    | "Bad Day"               | Daniel Powter                            | [ 24 ]        |
| 15 tháng 4   | "Bad Day"               | Daniel Powter                            | [ 25 ]        |
| 22 tháng 4   | "Bad Day"               | Daniel Powter                            | [ 26 ]        |
| 29 tháng 4   | "Bad Day"               | Daniel Powter                            | [ 27 ]        |
| 6 tháng 5    | "Bad Day"               | Daniel Powter                            | [ 28 ]        |
| 13 tháng 5   | "SOS"                   | Rihanna                                  | [ 29 ]        |
| 20 tháng 5   | "SOS"                   | Rihanna                                  | [ 30 ]        |
| 27 tháng 5   | "SOS"                   | Rihanna                                  | [ 31 ]        |
| 3 tháng 6    | "Ridin'"                | Chamillionaire hợp tác với Krayzie Bone  | [ 32 ]        |
| 10 tháng 6   | "Ridin'"                | Chamillionaire hợp tác với Krayzie Bone  | [ 33 ]        |
| 17 tháng 6   | "Hips Don't Lie"        | Shakira hợp tác với Wyclef Jean          | [ 34 ]        |
| 24 tháng 6   | "Hips Don't Lie"        | Shakira hợp tác với Wyclef Jean          | [ 35 ]        |
| 1 tháng 7    | "Do I Make You Proud"   | Taylor Hicks                             | [ 36 ] [ 37 ] |
| 8 tháng 7    | "Promiscuous"           | Nelly Furtado hợp tác với Timbaland      | [ 38 ]        |
| 15 tháng 7   | "Promiscuous"           | Nelly Furtado hợp tác với Timbaland      | [ 39 ]        |
| 22 tháng 7   | "Promiscuous"           | Nelly Furtado hợp tác với Timbaland      | [ 40 ]        |
| 29 tháng 7   | "Promiscuous"           | Nelly Furtado hợp tác với Timbaland      | [ 41 ]        |
| 5 tháng 8    | "Promiscuous"           | Nelly Furtado hợp tác với Timbaland      | [ 42 ]        |
| 12 tháng 8   | "Promiscuous"           | Nelly Furtado hợp tác với Timbaland      | [ 43 ]        |
| 19 tháng 8   | "London Bridge"         | Fergie                                   | [ 44 ]        |
| 26 tháng 8   | "London Bridge"         | Fergie                                   | [ 45 ]        |
| 2 tháng 9    | "London Bridge"         | Fergie                                   | [ 46 ]        |
| 9 tháng 9    | "SexyBack"              | Justin Timberlake                        | [ 47 ]        |
| 16 tháng 9   | "SexyBack"              | Justin Timberlake                        | [ 48 ]        |
| 23 thấng 9   | "SexyBack"              | Justin Timberlake                        | [ 49 ]        |
| 30 tháng 9   | "SexyBack"              | Justin Timberlake                        | [ 50 ]        |
| 7 tháng 10   | "SexyBack"              | Justin Timberlake                        | [ 51 ]        |
| 14 tháng 10  | "SexyBack"              | Justin Timberlake                        | [ 52 ]        |
| 21 tháng 10  | "SexyBack"              | Justin Timberlake                        | [ 53 ]        |
| 28 tháng 10  | "Money Maker"           | Ludacris hợp tác với Pharrell            | [ 54 ]        |
| 4 tháng 11   | "Money Maker"           | Ludacris hợp tác với Pharrell            | [ 55 ]        |
| 11 tháng 11  | "My Love"               | Justin Timberlake hợp tác với T.I.       | [ 56 ]        |
| 18 tháng 11  | "My Love"               | Justin Timberlake hợp tác với T.I.       | [ 57 ]        |
| 25 tháng 11  | "My Love"               | Justin Timberlake hợp tác với T.I.       | [ 58 ]        |
| 2 tháng 12   | "I Wanna Love You"      | Akon hợp tác với Snoop Dogg              | [ 59 ]        |
| 9 tháng 12   | "I Wanna Love You"      | Akon hợp tác với Snoop Dogg              | [ 60 ]        |
| 16 tháng 12  | "Irreplaceable"         | Beyoncé                                  | [ 61 ]        |
| 23 tháng 12  | "Irreplaceable"         | Beyoncé                                  | [ 62 ]        |
| 30 tháng 12  | "Irreplaceable"         | Beyoncé                                  | [ 63 ]        |